# DTU Space
DTU Space (Institut for Rumforskning og Rumteknologi) er et forskningsinstitut under Danmarks Tekniske Universitet, som beskæftiger sig med rumforskning. DTU Space opstod 1. januar 2007 ved en fusion mellem Danmarks Rumcenter, som var en sektorforskningsinstitution under Ministeriet for Videnskab, Teknologi og Udvikling, og Danmarks Tekniske Universitet samt dele af Risø, Danmarks Fødevareforskning, Danmarks Transportforskning og Danmarks Fiskeriundersøgelser. Danmarks Rumcenter hed tidligere Dansk Rumforskningsinstitut.
DTU Space’s forskning og udvikling er koncentreret inden for følgende områder: astrofysik og atmosfærefysik,geodæsi og geodynamik og geomagnetisme, remote sensing samt rumteknologi og ruminstrumentering.

DTU Space bidrager til uddannelsen af den næste generation af ingeniører og naturvidenskabelige forskere på de videregående uddannelser og er også med til at fremme interessen for teknik og naturvidenskab blandt børn og unge i folkeskolen og på de gymnasiale uddannelser.
Arbejde med rumfartsteknologi kan give virksomheder et højteknologisk kompetenceløft og tilføre en betydelig brandværdi. DTU Space står til rådighed for at hjælpe dansk erhvervsliv med at få kommercielt udbytte af rummet. Endvidere leverer DTU Space bistand til en række myndigheder med at få gavn af satellitbaserede systemer.
Planck-satellitten, opsendt af Den Europæiske Rumorganisation (ESA) i 2009 er forsynet et spejlteleskop med to spejle, der er udviklet af DTU-Space.

## Ekstern henvisning
- DTU space

55°46′59″N 12°31′01″Ø / 55.783°N 12.517°Ø